# Martin Reim
Martin Reim (Tartu, Estonia, 14 de mayo de 1971) es un exfutbolista estonio. Jugaba de medio y su último equipo fue el FC Flora Tallinn de la Meistriliiga de Estonia. Posee el récord de participaciones con la selección de fútbol de Estonia, con un total de 156 partidos.

## Trayectoria
Formado en la cantera del Tallinna Lővid, a los 16 años debutó en la liga estonia, por entonces integrada en las categorías regionales del fútbol soviético. Pasó al FC Norma Tallinn, club con el que se proclamó campeón de la primera edición de la liga de Estonia tras la independencia del país, antes de incorporarse al FC Flora Tallinn. Permanenció en el club ocho años, en los que conquistó cuatro ligas, dos Copas y una Supercopa.
En 1999 buscó nuevas experiencias en Finlandia, fichando por el FC KooTeePee. Permaneció dos temporadas en el club finés, proclamándose subcampeón de copa en 2000.
Tras este paréntesis, regresó al Flora Tallinn, donde ha seguido cosechando títulos: tres ligas (2001, 2002, 2003), una Copa (2008) y tres Supercopas (2002, 2003, 2004).
Como premio a su larga y laureada carrera, ha recibido varios reconocimientos como el premio al Futbolista Estonio del año en 1995 o la medalla de honor de la Asociación Estonia de Fútbol en 2004.

## Selección nacional
Reim es el futbolista que más partidos ha disputado con la selección de su país, sumando un total de 156 presencias internacionales. Esta cifra le sitúa, además, como el futbolista europeo de todos los tiempos que más partidos ha disputado con su selección.
Debutó con Estonia el 3 de junio de 1992 en un partido contra Eslovenia. En febrero de 2007, con 35 años, se convirtió en el futbolista europeo con más internacionalidades, alcanzado el récord de 150 partidos de Lothar Matthäus. Aunque había anunciado su retirada del combinado nacional tras este partido, posteriormente regresó para participar en varios encuentros de clasificación para la Eurocopa 2008.
Ha marcado 14 goles con su selección, y en tres ocasiones recibió el trofeo Balón de la plata, que la Federación de Estonia entrega al autor del gol del año con la camiseta nacional.

## Clubes
| Club               | País      | Año       |
| ------------------ | --------- | --------- |
| VAZ/Žiguli Tallinn | Estonia   | 1987      |
| Tallinna Lővid     | Estonia   | 1988      |
| Tallinna Sport     | Estonia   | 1989      |
| FC Norma Tallinn   | Estonia   | 1990-1991 |
| FC Flora Tallinn   | Estonia   | 1992-1999 |
| FC KooTeePee       | Finlandia | 1999-2000 |
| FC Flora Tallinn   | Estonia   | 2001-2008 |
| Viimsi JK          | Estonia   | 2013-2016 |

## Palmarés

### Campeonatos nacionales
| Título               | Club             | País    | Año  |
| -------------------- | ---------------- | ------- | ---- |
| Meistriliiga         | FC Norma Tallinn | Estonia | 1992 |
| Meistriliiga         | FC Norma Tallinn | Estonia | 1994 |
| Meistriliiga         | FC Norma Tallinn | Estonia | 1995 |
| Copa de Estonia      | FC Norma Tallinn | Estonia | 1995 |
| Meistriliiga         | FC Norma Tallinn | Estonia | 1998 |
| Copa de Estonia      | FC Norma Tallinn | Estonia | 1998 |
| Supercopa de Estonia | FC Norma Tallinn | Estonia | 1998 |
| Meistriliiga         | FC Norma Tallinn | Estonia | 2001 |
| Meistriliiga         | FC Norma Tallinn | Estonia | 2002 |
| Supercopa de Estonia | FC Norma Tallinn | Estonia | 2002 |
| Meistriliiga         | FC Norma Tallinn | Estonia | 2003 |
| Supercopa de Estonia | FC Norma Tallinn | Estonia | 2003 |
| Supercopa de Estonia | FC Norma Tallinn | Estonia | 2004 |
| Copa de Estonia      | FC Norma Tallinn | Estonia | 2008 |

### Distinciones individuales
| Distinción                 | Año  |
| -------------------------- | ---- |
| Futbolista Estonio del año | 1995 |